# Казанцев, Василий Иванович
Василий Иванович Казанцев (5 февраля 1935 — 2 февраля 2021) — русский советский и российский поэт, переводчик.

## Биография
Василий Казанцев родился в 1935 году в деревне Таскино (на территории современного Чаинского района Томской области) в крестьянской семье. Окончил в 1957 году историко-филологический факультет Томского университета. С 1958 года печатается в журнале «Юность». В 1963 году стал членом Союза писателей СССР. В 2000 году получил премию «Поэзия», а в 2001 году — премию имени Н. А. Заболоцкого. Переводил с языков народов СССР.
Умер 2 февраля 2021 года. Похоронен на Дятловском кладбище (дер. Дятловка, г.о. Балашиха, Московская область).

## Произведения
Книги стихов:
- В глазах моих — небо. — Томск: Кн. изд-во, 1962. — 91 с.
- Лирика. — Новосибирск: Зап.-Сиб. кн. изд-во, 1964. — 72 с.
- Прикосновение. — [Новосибирск]: [Зап.-Сиб. кн. изд-во], [1966]. — 102 с.
- Какого цвета поле? — [Новосибирск]: [Зап.-Сиб. кн. изд-во], [1968]. — [14] с.
- Поляны света. — Новосибирск : Зап.-Сиб. кн. изд-во, 1968. — 96 с.
- Дочь. — М.: Сов. писатель, 1969. — 104 с.
- Русло. — [М.]: [Сов. Россия], [1969]. — 95 с.
- Равновесие. — Новосибирск: [Зап.-Сиб. кн. изд-во], 1970. — 118 с.
- Прощание с первой любовью. — [М.]: Мол. гвардия, 1971. — 95 с.
- [Стихи] / [Вступ. статья И. Фонякова]. — [Новосибирск]: Зап.-Сиб. кн. изд-во, 1971. — 287 с. — (Б-ка сибирской поэзии).
- Талина. — М.: Современник, 1974. — 167 с.
- Солнечные часы. — М.: Сов. Россия, 1976. — 349 с.
- Порыв. — М.: Современник, 1977. — 238 с. — (Книга стихов).
- Дар. — М.: Сов. писатель, 1978. — 198 с.
- Выше радости, выше печали. — М.: Мол. гвардия, 1980. — 191 с.
- Рожь. — М.: Современник, 1983. — 327 с. — (Б-ка поэзии «Россия»).
- Свободный полет. — М.: Сов. писатель, 1983. — 143 с.
- Стихотворения. — М.: Сов. Россия, 1986. — 349, [1] с.
- Прекрасное дитя. — М.: Сов. писатель, 1988. — 188, [1] с.
- Стихотворения. — М.: Мол. гвардия, 1990. — 285, [1] с. — (БИС. Б-ка избр. стихотворений).
- Смысл. — М., 2000. — 67, [1] с.
- Счастливый день. — М.: Моск. гор. орг. Союза писателей России, 2004. — 154 с.
- Восторг бытия: Избранные стихотворения. — Томск: Печатная мануфактура, 2017. — 351 с.
- Взлёт: Избранные стихотворения. — М.: Российский писатель, 2021. — 335 с. — (Современная русская поэзия).

Его стихи напечатаны в журналах «Знамя» (1988, № 5), «Новый мир» (1986, № 2; 1988, № 1), «Сибирские огни» (1989, № 1), «НС» (напр. 1987, № 6; 1990, № 1, 1992, № 1;1993, № 3; 1995, № 10; 1999, № 4), «Московский вестник» (напр. 1990, № 1; 1995, № 2), «МГ» (1995, № 8), «Москва» (1994, № 2; 1995, № 9), «Крестьянка» (1989, № 12).
Проза: От Александра Сергеевича до Сергея Александровича. Литературные курьезы. — «Москва», 1996, № 8.

## Награды
- Лауреат литературной премии А. Т. Твардовского (2007)